# Almindelig kløvtand
Almindelig kløvtand (Dicranum scoparium), også kaldet kostkløvtand, er et meget almindeligt mos på sur og næringsfattig jord. Det danner udstrakte, bløde tæpper med ensidigt vendte skudspidser. Det videnskabelige navn scoparium betyder 'kosteagtig' og hentyder til, at mosset med sine krumme skudspidser kan minde om en omvendt kost.
Almindelig kløvtand bliver 3-10 cm høj og har smalle, 5-8 mm lange, krumme og tandede blade, der er forsynet med en tydelig ribbe. Ribben er på den øvre del af bladets underside forsynet med lameller, hvilket adskiller alm. kløvtand fra de andre danske arter i slægten Dicranum, bortset fra bølgebladet kløvtand. Disse lameller kan skimtes med en kraftig lup. Stænglerne er beklædt med rhizoidfilt, hvilket hjælper til at holde sammen på mostæppet og mod udtørring, fordi rhizoiderne vha. kapillærkraften i højere grad kan holde på vandet. Sporehuse er almindelige, men planten formerer sig også vegetativt med afbrækkede skudspidser. Hvis man f.eks. stryger hånden over mostæppet, vil man se mange skudspidser springe i vejret.
Almindelig kløvtand er udbredt over store dele af den nordlige halvkugle. Mod syd til Nordafrika, Tyrkiet, Kaukasus og Mellemamerika. Desuden er den kendt fra Andes-bjergene og New Zealand.
| alm. kløvtand fra Rostock, Tyskland |
| Alm. kløvtand fra Rostock, Tyskland |

| alm. kløvtand fra Lake Superior, Canada |
| Alm. kløvtand fra Lake Superior, Canada |